# 싱아토카

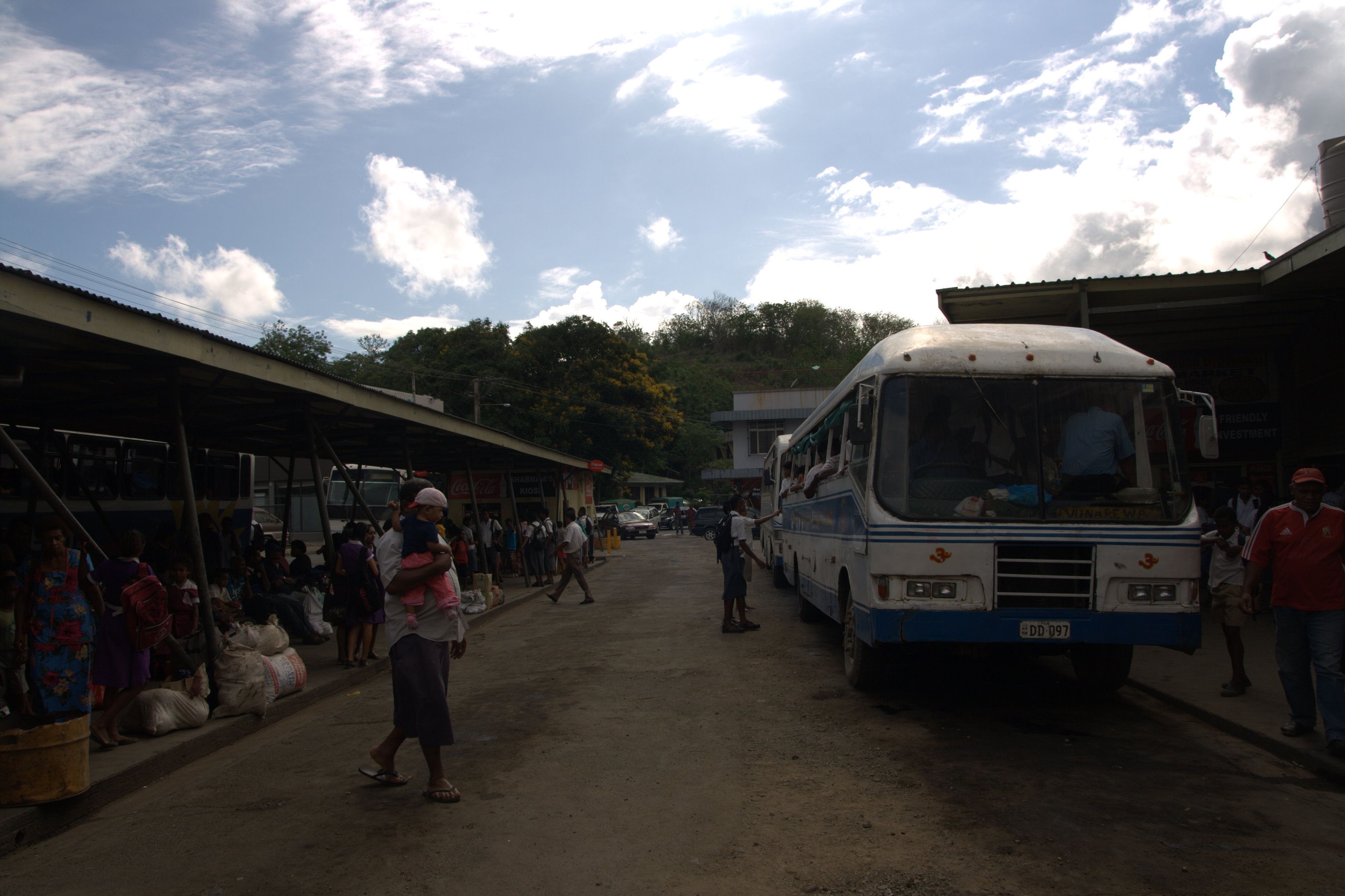
싱아토카 버스 정류장

싱아토카(피지어: Sigatoka IPA: [ˌsiŋaˈtoka])는 피지 비치레부섬에 위치한 도시로, 난드로가나보사주의 중심 도시이다. 난디에서 약 61km 정도 떨어진 곳에 위치하며 인구는 9,622명(2007년 기준)이다. 싱아토카강 하구에 위치하며, 쿨라 에코 공원, 싱아토카 사구, 산호해안 등의 관광지가 있다.
1912년부터 1923년까지 이곳의 바나나 농장에 마이코스페렐라 무시콜라라는 곰팡이가 퍼져 큰 피해를 입은 적이 있다.